# David Pizzoni Elfving
David Pizzoni Elfving, född 26 november 1985, är en svensk professionell bandyspelare som för närvarande (2018/2019) spelar i Hammarby IF som mittfältare.
Pizzoni Elfving fostrades i Gustavsbergs IF och har under sin karriär spelat för Berget BK (2001/2002), Sandvikens AIK (2002/2003-2006/07), Söderfors GoIF (2005/2006) och Hammarby IF (sedan säsongen 2007/2008.. Han har blivit svensk mästare med Sandviken 2003 och med Hammarby 2010 och 2013.
Pizzoni Elfving har spelat i landslaget under många år och var med och tog VM-guld 2017.